# НастяЗникає
НастяЗникає — гурт у жанрі український соул. Починався як сольний проєкт вокалістки, гітаристки та авторки пісень Анастасії Осипенко.
Улітку 2014 був знятий кліп на пісню «Звірі», а в грудні того ж року світ побачила електронна платівка «Дієслова наказового способу».
Навесні 2015 гурт поповнився трьома новими учасниками. За 2015—2016 роки було випущено сингли «Час навспак» і «Слова, слова», кліп на пісню «Піна днів». Восени 2017 було презентовано лонгплей «Облич безліч», вийшли кліпи на композиції «Невпевнено» і «Ще ніколи». Навесні 2019 вийшов альбом «Малі сполохані звірята».
У 2019 році НастяЗникає розпустила гурт і повернулась до сольної творчості, змінивши звучання в бік більш електронного.

## Склад
- Анастасія Осипенко — вокал, гітара
- Наталія Вовк — клавішні
- Лена Боричевська — ударні
- Юрій Шакалов — контрабас

## Дискографія

### Студійні альбоми
- 2014 — Дієслова наказового способу [Архівовано 16 березня 2021 у Wayback Machine.]
- 2015 — Час навспак (сингл) [Архівовано 22 грудня 2015 у Wayback Machine.]
- 2016 — Слова, слова (сингл)
- 2017 — Облич безліч
- 2019 — Малі сполохані звірята [Архівовано 7 лютого 2022 у Wayback Machine.]
- 2020 — Голосу гілочка